# Губаревич, Константин Леонтьевич
Константин Леонтьевич Губаревич (23 декабря 1906, Радучи, Могилёвская губерния, Российская империя — 3 июля 1987) — советский и белорусский драматург, преподаватель и сценарист, Член Союза писателей СССР.

## Биография
Родился 23 декабря 1906 года в Радучах в многодетной семье, кроме него было ещё 6 братьев и сестёр. В 1925 году после окончания Радамлянской школы, пешком отправился в Могилёв и поступил в Могилёвский педагогический техникум, который окончил в 1927 году. Литературной деятельностью начал заниматься с 1926 года. Сразу же после его окончания устроился на работу преподавателем в деревенскую школу, но спустя год уволился оттуда из-за поступления на сценарное отделение ГТК. В 1931 году вошёл в штат киностудии «Советская Беларусь» в должности редактора. В 1930-х годах его семья подверглась незаконным преследованиям, его братья Казимир и Кузьма были репрессированы. В 1941 года в связи с началом ВОВ был мобилизован в армию и направлен на фронт в качестве спецкора радиовещания радиостанции Советская Беларусь и поддерживал связь с партизанами. В послевоенные годы заведовал отделом редакции газеты Литература и искусство.
Скончался 3 июля 1987 года.

## Произведения
- спектакль "Брестская крепость"[2]

### Сценарист фильмов
- 1932 — Боям навстречу
- 1959 — Девочка ищет отца
- 1967 — Анютина дорога
- 1971 — Полонез Огинского
- 1974 — Неоткрытые острова
- 1983 — Обуза
- 1984 — Деревья на асфальте